# 达普寺
达普寺，又译“达布寺”，位于西藏自治区拉萨市墨竹工卡县尼玛江热乡，是一座藏传佛教格鲁派寺院。

## 历史
达普寺位于墨竹工卡县驻地东北原来的章达乡（今属尼玛江热乡）、吉曲河以东，面临帕朗山，背靠夏斯山，海拔3850米。
12世纪，达普寺由大修行者聂麦的弟子仁钦宁布创建。后来，热译师的弟子枳务贡布在此修行时，为了教化众生而建一座化身红塔，该寺渐成格鲁派名寺。
21世纪初，该寺有喇嘛24人。

## 建筑
达普寺的主要建筑有大殿、佛殿、僧舍等等。
- 大殿：坐北朝南，高三层，面积20柱，藏式平顶。[1]
  - 大殿一层：左右供奉忿怒马头金刚（藏语称“丹增”。藏密认为其是胎藏界观音殿的本尊，畜牲道的教主）与不动金刚（即不动明王）的泥塑像，高1.3米，还供奉一人高的密集金刚（藏语名“桑竞”）镀金铜像。大殿中央供奉一人高的主尊释迦牟尼镀金铜铸像，右侧供奉依怙仁钦宁布和固稀班点顿珠的泥塑像，经架上有一套《丹珠尔》及不少佛像；左侧经架上是一套《甘珠尔》和其他经书。大殿内各柱间，挂有不少宗教及历史内容唐卡，还挂有多幅精美的缂丝唐卡。殿内墙壁上绘有宗喀巴传承史以及依怙仁钦宁布、固稀班点顿珠的画像，还有“二胜六庄严”（“二胜”指精戒律学的两位论师释迦光、功德光；“六庄严”指龙树、圣天、无著、世亲、陈那、法称）等上千尊佛像。大殿背后是北殿，宽8柱，供奉一层楼高的弥勒佛泥塑像，以及十六罗汉泥塑像；该殿旁的佛殿，宽1柱，中央供奉一人高的释迦牟尼泥塑像，以及用响铜铸造的一肘高的佛塔20余座，一层楼高的泥塑菩提塔1座，经架上有用金汁书写的《十二万颂》三套。大殿左侧为茶厨，宽4柱；其右侧设有护法神殿，宽2柱，护法神殿内供奉一层楼高的怖畏金刚（格鲁派主修护法神）、四臂依怙、金刚尊胜佛母、白伞盖佛母、妙音天女、吉祥天女等泥塑像。殿内壁画为黑底黄线的各种动物及人头恐怖。
  - 大殿二层：活佛和掌堂师的寝室。南侧的门楼上有宽2柱的开有向阳窗的房屋1间，专供到达普寺的高僧居住；其西侧为药师佛殿，长方形，宽3柱，供奉药师佛镀金铜像和100余尊其他佛像，经架上有各种佛经。
  - 大殿三层：宝顶佛殿，宽8柱，主供一人高的不动金刚鎏金铜像以及药师佛镀金铜铸像，还供奉三世佛和二十一度母神像，另外供奉长一肘的响铜佛60尊。[1]
- 灵塔殿：达普寺的灵塔殿是新建的，藏式平顶，面积6柱。殿内有一层楼高的肉身红塔2座。[1]
- 僧舍：主殿四周有僧舍50多间。[1]

达普寺殿堂，宽8柱，收藏的文物主要包括：
- 宗喀巴像：鎏金铜造，通高0.6米。宗喀巴头上戴着尖帽，身披袈裟，内穿右衽衫，双手于胸前捧宝轮，结跏趺坐在方台上。
- 米拉日巴像：鎏金铜铸，通高0.18米。背后有椭圆形头光，高发髻，腰粗0.05米，肩宽0.08米，身着右袒式袈裟，右肩斜披一宽带，右手附于右耳旁，左手持钵，右足外露，跣足坐在山羊皮仰莲座，座高0.04米。
- 觉洛伽夏日像：响铜铸造，通高0.18米。腰粗0.035米，肩宽0.04米，“8”字形连珠纹背，下穿长裙，腰间系带，此带自裆前下垂。佛像佩戴耳环、项链，右手执一莲花，左手结印，站在双层方座上。
- 文殊菩萨像：响铜铸造，通高0.16米。腰粗0.015米，披肩垂发，头结五髻，下穿短裙，短裙在裆前呈现三角形，长蛇绕其身体。佛像佩戴耳环、项链、手镯、足钏、臂钏，右手执一长柄经卷，左手执宝剑，站在高1.8厘米的莲花座上。
- 菩提塔：响铜铸造，通高0.4米，由刹顶、相轮、塔身组成。刹顶是桃形攒尖式。据传说，此塔是释迦牟尼出家后，经六年修行，在菩提树下悟道成佛而建，取名“菩提塔”。 [1]